# کارل دین
کارل دان (انگلیسی: Karl Dane؛ ۱۲ اکتبر ۱۸۸۶ – ۱۴ آوریل ۱۹۳۴) یک هنرپیشه اهل دانمارک-ایالات متحده آمریکا بود.

## برگزیده فیلمشناسی
| سال  | عنوان     | نقش             | توضیحات |
| ---- | --------- | --------------- | ------- |
| ۱۹۲۵ | جشن بزرگ  | Slim            |         |
| ۱۹۲۶ | داغ ننگ   | Master Giles    |         |
| ۱۹۲۷ | دشمن      | Jan             |         |
| ۱۹۲۸ | کارآگاه   | House Detective |         |
| ۱۹۳۰ | خانه بزرگ | Olsen           |         |